# L'Oxygénarium
L'Oxygénarium  est une attraction aquatique ressemblant aux traditionnelles bouées, située dans le parc à thème français Parc Astérix à Plailly, dans l’Oise.
Située à l'ouest du parc dans l'univers "À travers le temps", cette attraction de type Spinning Rapids est construite par WhiteWater West Industries en 1999.
Après l'embarquement des passagers, les vingt bouées de six places effectuent une montée de 20 m de haut et 70 m de longueur et accèdent à un toboggan pour une descente de 195 m de long. La longueur totale du parcours est de 400 m. La capacité de l'attraction est de 1 000 personnes par heure.
L'accès à l'attraction est interdit aux enfants mesurant moins d'un mètre.
Cette attraction a reçu le Thea award de la « Réalisation avec budget restreint » en 2001.

## Synopsis
Le parc a imaginé un scénario pour cette rivière rapide en bouées : les visiteurs sont invités à expérimenter une machine mise au point en 1900 par Ferdinand de Teffélé servant à purifier l’oxygène en allant chercher l'air pur au sommet de l'attraction.
La file d'attente, la gare et la montée sont parcourues par un tuyau orange et d'autres mécanismes pneumatiques faisant circuler l'air entre le point le plus haut et l'entrée de l'attraction.